# 142 км (Хабаровский край)
142 км — упразднённая в 2024 году казарма как тип сельского населённого пункта в Верхнебуреинском районе Хабаровского края России. Входила в состав Тырминского сельского поселения.

## География
Располагалась в западной части края.
климат
Лето в районе короткое и тёплое. Максимальная летняя температура доходит до + 35 градусов по Цельсию. Среднегодовая температура отрицательная и находится в пределах от — 1,5 градуса до — 4,0 градуса по Цельсию. Продолжительность безморозного периода колеблется от 60 до 100 дней в году. Годовое количество осадков в районе 600—900 мм.

## Население
| 2002 | 2010 | 2011 | 2012 | 2021 |
| ---- | ---- | ---- | ---- | ---- |
| 1    | →1   | →1   | →1   | ↘0   |

## Инфраструктура
Путевое хозяйство участка Байкало-Амурской магистрали.

## Транспорт
Автомобильный (просёлочная дорога) и железнодорожный транспорт.